# Škoda STH
Dělostřelecký tahač Škoda STH (Střední traktor housenkový) byl československý lehký pásový dělostřelecký traktor. Podle dispozic měl být určen k tažení houfnic ráže 150 mm. V letech 1932 – 1936 byly vyrobeny dva rozdílné prototypy. Sériová výroba nebyla nikdy zahájena.
Stroje o hmotnosti 4030 kg byly osazeny čtyřválcovým motorem o objemu 5520 cm³ o výkonu 47,3 kW a šestistupňovou převodovkou. Maximální rychlost na silnici byla 22 km v hodině.

## Technické údaje
- délka: 4065 mm
- šířka: 1750 mm
- výška: 1580 mm